# Иваи (река)
Иваи́ (порт. Rio Ivaí) — река в штате Парана на юге Бразилии, левый приток верхнего течения Параны.
Длина реки составляет 798 км. Площадь водосборного бассейна — 36587 км². Средний расход воды в период с 1974 по 2008 года — 702,9 м³/с. Падение — 930 м.
Начинается на высоте 1160 м над уровнем моря в горах Эсперанса хребта Серра-Жерал западнее Ирати. В основном течёт на северо-запад, в нижнем течении — на запад. Впадает в Парану на высоте 230 м над уровнем моря у одноимённого острова.